# Grant Marshall

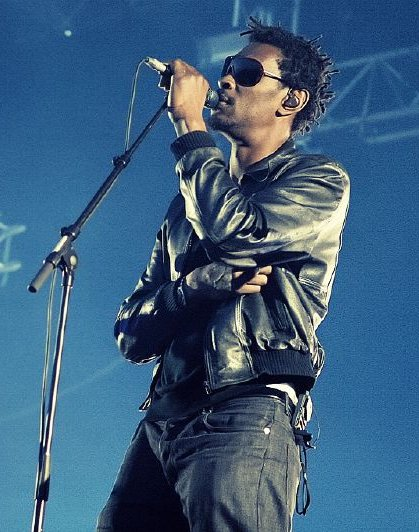
Daddy G podczas koncertu na festiwalu Eurockéennes 2008

Daddy G (ur. jako Grantley Marshall, 18 grudnia 1959 w Bristolu w Wielkiej Brytanii) – angielski muzyk, założyciel zespołu Massive Attack.
Marshall wszedł na bristolską scenę muzyczną w latach '80 jako członek zespołu The Wild Bunch, w którym grali również dwaj inny przyszli członkowie Massive Attack – Robert del Naja i Andrew Vowles. Zespół istniał do roku 1986. Del Naja, Vowles, i Marshall stworzyli później zespół triphopowy Massive Attack, uważany przez wielu za pierwszą i najważniejszą grupę grającą w tym gatunku muzycznym. 
Marshall miksował również płyty dla serii DJ-Kicks.